# Ethyl sulfat
Ethyl sulfate (tên IUPAC: ethyl hydro sulfate), còn được gọi là acid sulfovinic, là một hợp chất hữu cơ được sử dụng trong việc sản xuất ethanol từ ethylene. Nó là este ethyl của acid sulfuric.

## Sản xuất
Ethanol được sản xuất chủ yếu bằng quá trình hydrat hóa acid sulfuric, trong đó ethylene được phản ứng với acid sulfuric để tạo ra ethyl sulfate sau đó được thủy phân, nhưng phương pháp này hầu hết đã được thay thế bằng quá trình hydrat hóa trực tiếp ethylene.
Ethyl sulfat có thể được sản xuất trong phòng thí nghiệm bằng cách cho ethanol phản ứng với acid sulfuric trong điều kiện đun sôi nhẹ, đồng thời giữ cho phản ứng ở nhiệt độ dưới 140 ℃. Acid sulfuric phải được thêm từng giọt hoặc phản ứng phải được làm lạnh vì phản ứng tỏa nhiệt mạnh.
CH3CH2OH + H2SO4 → CH3CH2OSO3H + H2O
Nếu nhiệt độ vượt quá 140 ℃, sản phẩm ethyl sulfat có xu hướng phản ứng với nguyên liệu ban đầu là ethanol dư, tạo ra diethyl ether. Nếu nhiệt độ vượt quá 170 ℃ trong lượng acid sulfuric dư đáng kể, ethyl sulfat sẽ phân hủy thành ethylen và acid sulfuric.

## Phản ứng
Cơ chế hình thành ethyl sulfat, diethyl ether và ethylen dựa trên phản ứng giữa ethanol và acid sulfuric, liên quan đến proton hóa ethanol để tạo thành ion oxoni.
Ethyl sulfat tích tụ trong tóc sau khi uống rượu và việc phát hiện ra nó có thể được sử dụng như một dấu hiệu sinh học cho việc uống rượu.

## Muối
Ethyl sulfat có thể tồn tại ở dạng muối, chẳng hạn như natri ethyl sulfat, kali ethyl sulfat và canxi ethyl sulfat. Muối có thể được tạo thành bằng cách thêm muối carbonat, hoặc muối bicarbonat. Ví dụ, ethyl sulfat và kali carbonat tạo thành kali ethyl sulfat và kali bicarbonat.
CH3CH2OSO3H + K2CO3 → CH3CH2OSO3K + KHCO3